# منتخب بنغلاديش لكرة القدم للسيدات
منتخب بنغلاديش الوطني لكرة القدم للسيدات (بالبنغالية: বাংলাদেশ জাতীয় মহিলা ফুটবল দল)‏ هو ممثل بنغلاديش الرسمي في المنافسات الدولية في كرة القدم للسيدات.

## سجل كأس العالم
| نهائيات كأس العالم | نهائيات كأس العالم | نهائيات كأس العالم | نهائيات كأس العالم | نهائيات كأس العالم | نهائيات كأس العالم | نهائيات كأس العالم | نهائيات كأس العالم | نهائيات كأس العالم | نهائيات كأس العالم |
| السنة              | النتيجة            | المركز             | لعب                | فاز                | تعادل*             | خسر                | له                 | عليه               | فرق                |
| ------------------ | ------------------ | ------------------ | ------------------ | ------------------ | ------------------ | ------------------ | ------------------ | ------------------ | ------------------ |
| 1991—2011          | لم يشارك           | -                  | -                  | -                  | -                  | -                  | -                  | -                  | -                  |
| 2015               | لم يتأهل           | -                  | -                  | -                  | -                  | -                  | -                  | -                  | -                  |
| 2019               | لم يشارك           | -                  | -                  | -                  | -                  | -                  | -                  | -                  | -                  |
| الاجمالي           | 0/8                | -                  | -                  | -                  | -                  | -                  | -                  | -                  | -                  |

*تشمل التعادلات مباريات خروج المغلوب التي تم تحديدها في ركلات الجزاء.